# Pacto de Amapala
Pacto de Amapala foi uma das conferências unionistas centro-americanas do século XIX, que foi realizada pelos governantes de El Salvador, Honduras e Nicarágua em 20 de junho de 1895 na cidade de Amapala, sendo concebida pelo presidente de Honduras Policarpo Bonilla.
Na sequência deste acordo, os países signatários do mesmo aderiram a Grande República da América Central, que em 1898 será renomeada Estados Unidos da América Central. No mesmo ano de 1898, o presidente salvadorenho Rafael Antonio Gutiérrez foi deposto pelo general Tomás Regalado, que se tornou presidente de El Salvador, e declarou o cancelamento deste pacto levando à separação das outras repúblicas da união centro-americana.